# Industry (Teksas)
Industry – miasto w Stanach Zjednoczonych, w stanie Teksas, w hrabstwie Austin.